# Landek (Jasienica)
Landek (deutsch Landeck) ist eine Ortschaft mit einem Schulzenamt der Gemeinde Jasienica im Powiat Bielski der Woiwodschaft Schlesien, Polen.

## Geographie
Landek liegt im Auschwitzer Becken (Kotlina Oświęcimska), etwa 10 km nordwestlich von Bielsko-Biała und 40 km südlich von Katowice im Powiat (Kreis) Bielsko-Biała.
Das Dorf hat eine Fläche von 447 ha.
Nachbarorte sind Chybie im Nordwesten, Zabrzeg im Nordosten, Bronów im Osten, Rudzica im Südosten, Iłownica im Südwesten, Mnich im Westen.

## Geschichte
Das Dorf liegt im Olsagebiet (auch Teschener Schlesien, polnisch Śląsk Cieszyński).
Der Ort wurde im 16. Jahrhundert von Wacław Rudzki, der Herr von Rudzica, gegründet.
Der Ort wurde zirka 1564 erstmals urkundlich auf eine Landkarte als Liandek erwähnt. Der Name ist deutschstämmig: Land-eck.
Politisch gehörte das Dorf zum Herzogtum Teschen, die Lehensherrschaft des Königreichs Böhmen in der Habsburgermonarchie.
Nach der Aufhebung der Patrimonialherrschaften war es ab 1850 eine Gemeinde in Österreichisch-Schlesien, Bezirk Bielitz und Gerichtsbezirk Schwarzwasser. In den Jahren 1880 bis 1910 verkleinerte sich die Einwohnerzahl von 328 im Jahre 1880 auf 302 im Jahre 1910, es waren überwiegend polnischsprachige (zwischen 100 % im Jahre 1880 und 98,7 % im Jahre 1910), auch deutschsprachige (4 oder 1,3 % im Jahre 1890). Im Jahre 1910 waren 96,7 % römisch-katholisch, zehn (3,3 %) evangelisch.
1920, nach dem Zusammenbruch der k.u.k. Monarchie und dem Ende des Polnisch-Tschechoslowakischen Grenzkriegs, kam Landek zu Polen. Unterbrochen wurde dies nur durch die Besetzung Polens durch die Wehrmacht im Zweiten Weltkrieg.
Von 1975 bis 1998 gehörte Landek zur Woiwodschaft Bielsko-Biała.